# Scorpaenodes varipinnis
Scorpaenodes varipinnis és una espècie de peix pertanyent a la família dels escorpènids.

## Descripció
- Fa 13 cm de llargària màxima.[6][7]

## Hàbitat
És un peix marí, associat als esculls de corall i de clima tropical que viu entre 0-200 m de fondària.

## Distribució geogràfica
Es troba des de l'Àfrica oriental fins a la Micronèsia, Taiwan i Austràlia.

## Costums
És bentònic.

## Observacions
És inofensiu per als humans.